# 여수 해상케이블카

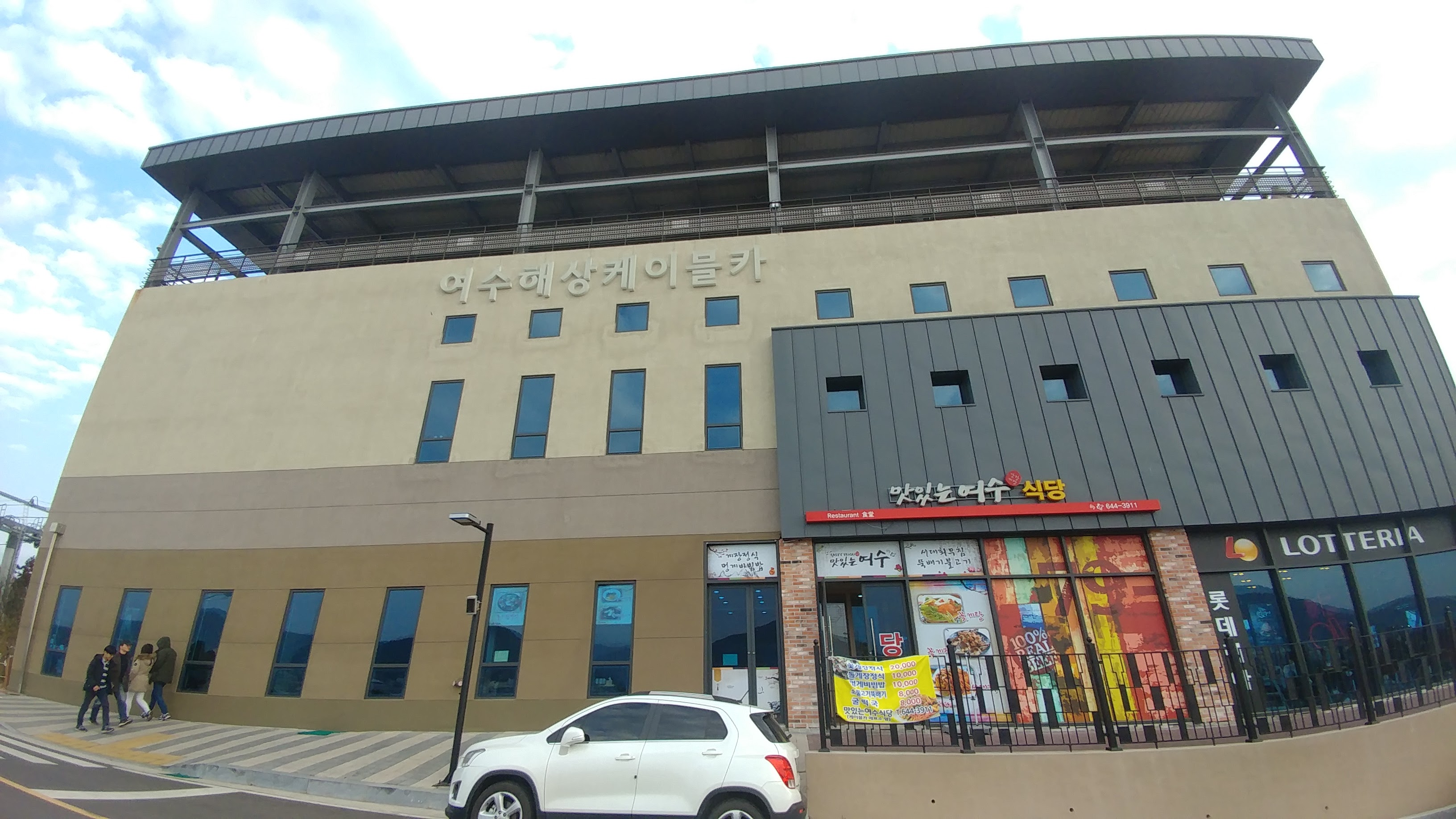
여수 해상케이블카 정류장

여수 해상케이블카(麗水海上 cable car)는 여수시의 바다를 가로짓는 케이블카로 2014년 12월부터 운행을 시작하였다. 오동도 입구 자산공원에서부터 돌산도 돌산공원을 잇는다. 아시아에서는 홍콩, 싱가포르, 베트남에 이어 네번째, 대한민국에서는 첫번째로 설치된 해상 케이블카이다.
2017년 현재 크리스탈 케빈 10대와 일반 케빈 40대, 총 50대의 케이블카가 운영되고 있다. 크리스탈 케빈은 바닥을 강화유리로 만들어 스릴감과 조망권을 즐길 수 있는 특징이 있다.

## 이용
여수 해상케이블카는 연중무휴로 운영되며, 우천 시에도 운영된다. 다만 바람이 심하거나 정비가 필요한 경우에는 공지 후 운영이 중단될 수 있다. 운영시간은 오전 9시부터 오후 9시 30분까지이며, 토요일은 오전 9시부터 오후 10시 30분까지 연장 운행한다. 운행 소요시간은 편도 13분이며, 왕복은 약 25분이 소요된다.
탑승 요금은 크리스탈 케빈과 일반 케빈의 요금이 다른데, 성인 왕복 기준으로 일반은 13,000원, 크리스탈은 20,000원으로 7,000원 차이이다. 만 36개월부터 초등학생까지는 소인이며, 대인보다 4~5,000원 할인된다. 어르신, 장애인, 국가유공자, 여수시민 등은 1,000원 할인이 적용되며, 만 36개월 이하 영유아는 무료이다. 별도의 전화나 인터넷 예약은 받지 않고 있다.

## 갤러리

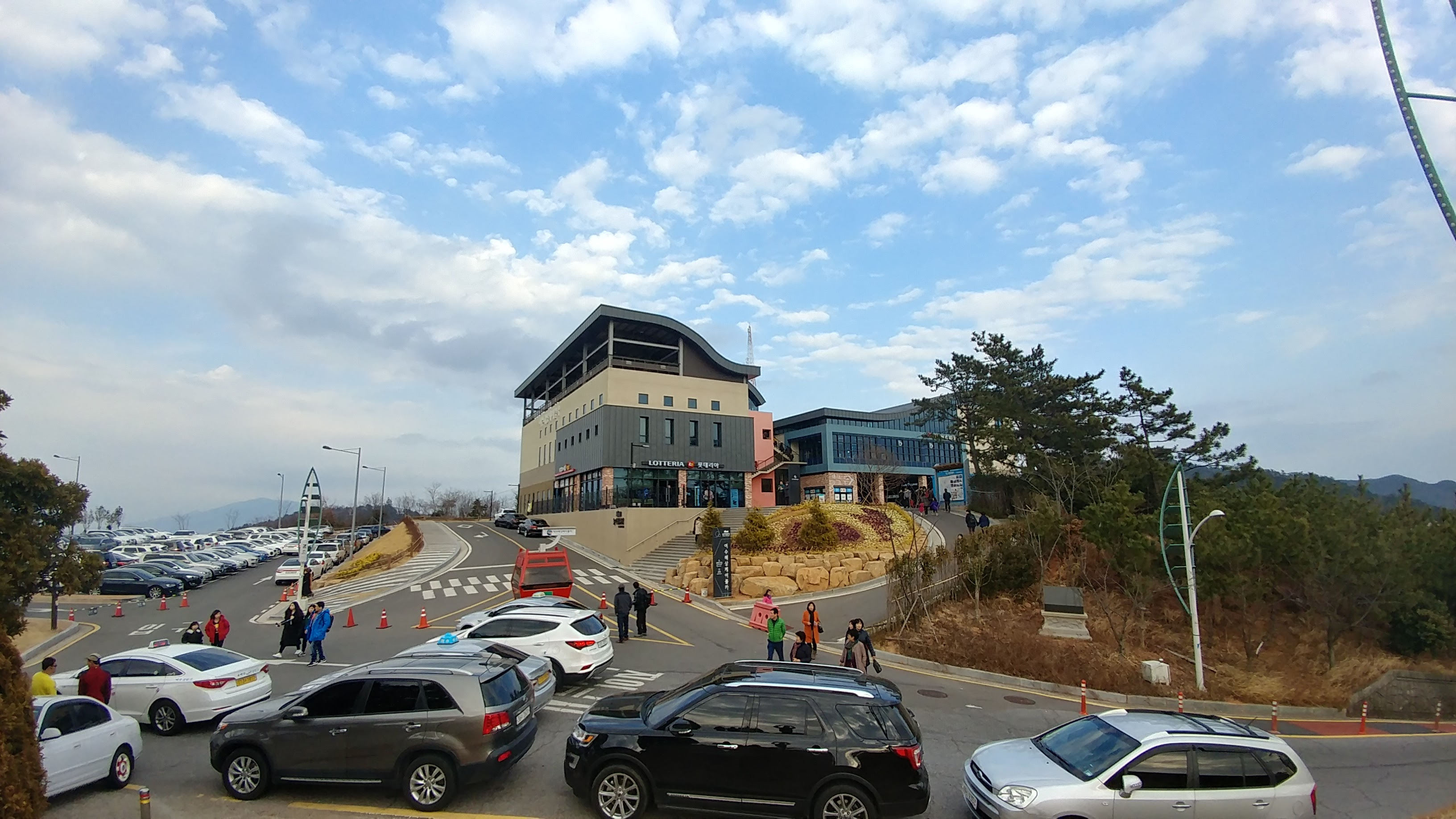
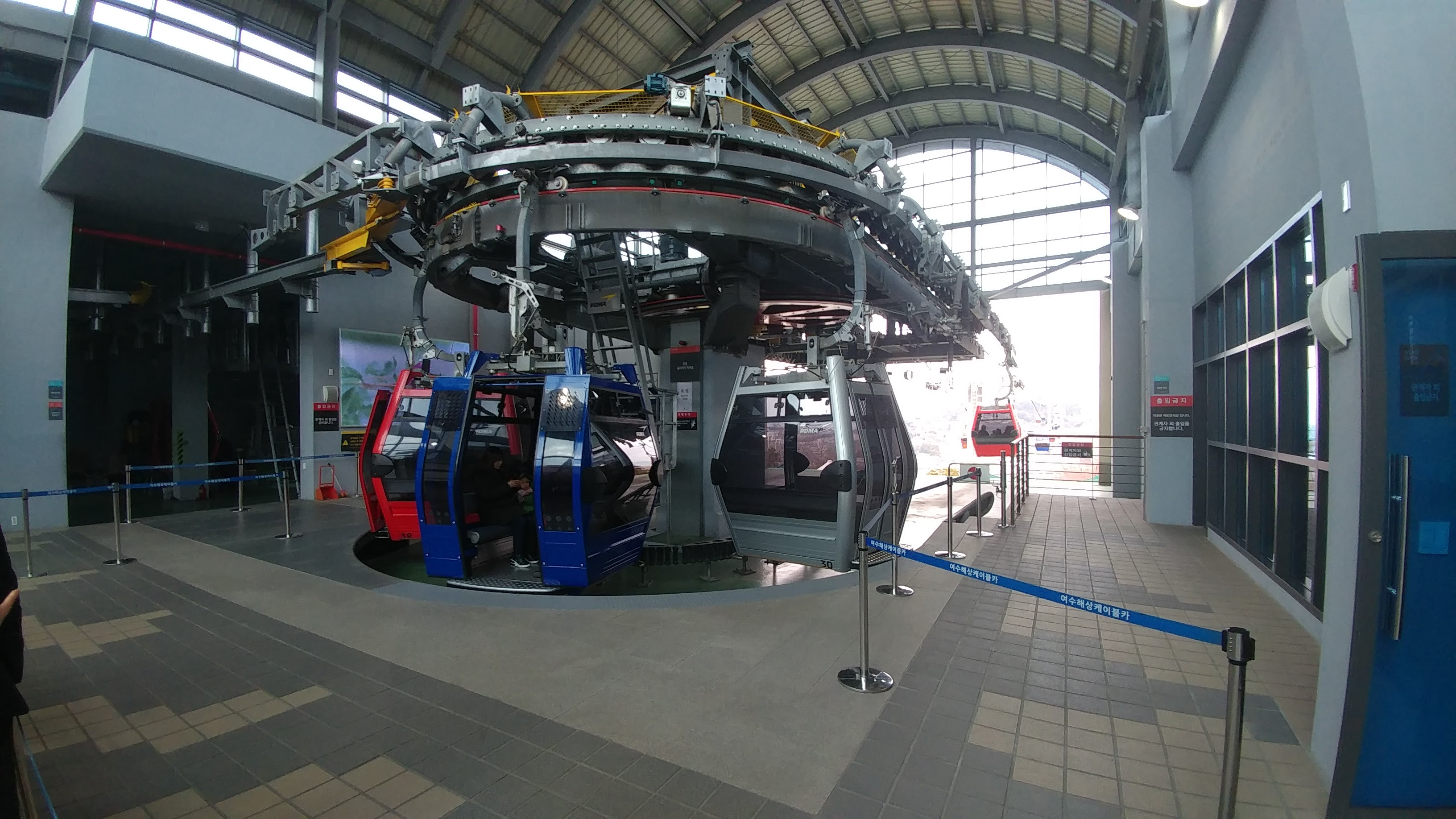
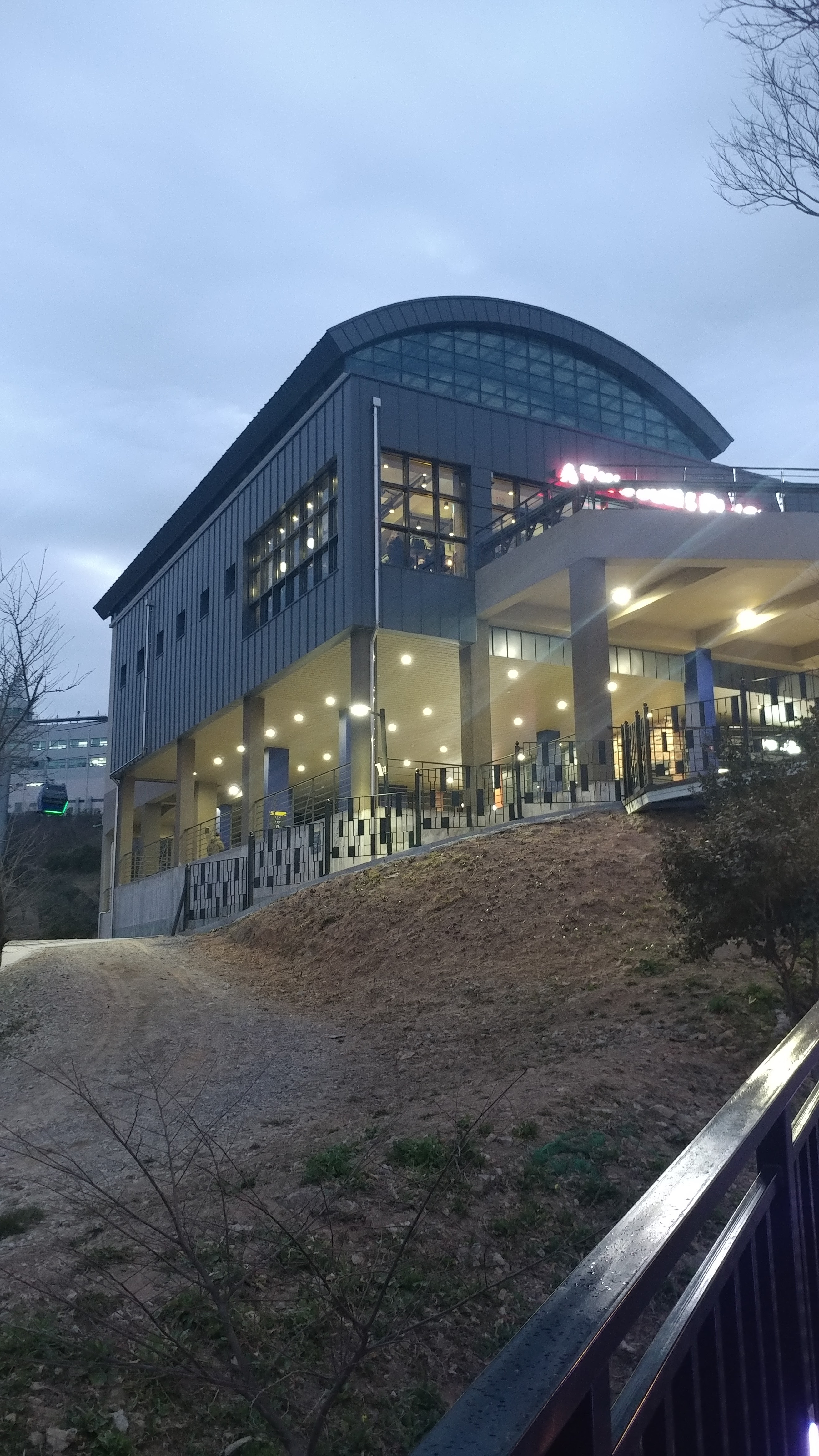

## 같이 보기
- 삼척 해상케이블카
- 목포해상케이블카